# Patrice Machuret

Patrice Machuret, né le 25 décembre 1968 à Saint-Germain-en-Laye, a été journaliste politique français de télévision et essayiste pendant 22 ans.
Ancien redacteur et éditorialiste dans les journaux et émissions politiques de la rédaction nationale de France 3, il était co-présentateur des magazines du Parlement « Questions d'actualité au gouvernement», des « Questions cribles au Sénat » et rédacteur en chef du magazine Sénat Info. Entre 2012 et 2015, il a réalisé des remplacements à l’encadrement des rédactions de France 3 Normandie (Caen et Rouen). 
Après un départ volontaire fin 2015 de France Télévisions, il a effectué une reconversion à l'IAE-IRTS de Caen en 2016-2017 et il est devenu directeur des Héliades à Cabourg à l'été 2017, Ehpad (maison de retraite) du groupe Séréniales-Emera. Fin 2019, il devient directeur de la résidence Soleil (Ehpad) et du Domaine de l’Arguilly (Résidence autonomie) à Bretteville-sur-Odon, agglomération de Caen, toujours du groupe Sereniales-Emera. 
En 2023, il a été désigné délégué municipal "Horizons" de Bretteville-sur-Odon (commune où il réside depuis 2013), le parti du normand "Edouard Philippe". Depuis avril 2024, il est président de l'association municipale LCBO (Loisirs-Culture-Bretteville-sur-Odon), forte de 15 sections et 750 adhérents.

## Études
Ancien étudiant en droit, il est titulaire d'un DEA de droit international public (1994, université Paris V) et d'une maîtrise de droit et sciences politiques (1993, université Paris II) et du Master II en Management des Organisations Sociales (MOS) à l'IAE-IRTS de Caen (2017).  

## Parcours
En 1993, il débute au journal Le Parisien en tant que responsable de l'actualité étudiante. Il intègre par la suite le service « Paris » et enfin le service société « Vie quotidienne » du journal. Pigiste permanent, il cumule ensuite plusieurs collaborations sur différents médias : Intérêts Privés (Groupe revue fiduciaire), l'Étudiant, Radio Classique (chronique management) et Courrier Cadres (pages médias et portraits).
Début 1998, il rejoint l'équipe de l'hebdomadaire L’Européen dirigé par Christine Ockrent. Un an plus tard, celle-ci l'intègre dans l'équipe de son émission politique « France Europe Express » sur France 3, coanimée par Gilles Leclerc et Serge July. Reporter, il devient chroniqueur en plateau à partir de 2001. 
En février 2002, pour la campagne présidentielle, Hervé Brusini, directeur de la rédaction nationale de France 3, le nomme au service politique dirigé par Jérôme Cathala. Il passe reporter chargé du pôle droite, dont le Front national. L'été suivant, il est présentateur «  joker» de l'édition Soir 3 Week-end. 
En septembre 2004, il devient chroniqueur et éditorialiste pour le « dimanche soir politique » et le « Soir 3 Politique » présenté par Francis Letellier. 
En novembre 2006, Paul Nahon, directeur de la rédaction, le charge de la couverture de la campagne présidentielle de Nicolas Sarkozy. Ensuite, jusqu'à l'été 2009, il sera "accrédité Élysée" et suivra le chef de l'État dans ses déplacements pour France 3. Dans plusieurs interviews, il s'interroge sur la mécanique élyséenne et les limites de cet exercice journalistique.
En janvier 2009, il publie un livre sur le chef de l'État et les coulisses de l'Élysée. Le journaliste révèle notamment l'existence du « gourou » de Nicolas Sarkozy, entre kiné de luxe et psychologue, et il revient sur les tensions entre France Télévisions et le Président de la République. Ce dernier se mettra en colère contre lui, hors de sa présence, lors d'un « off » devant quelques journalistes accrédités (Le Monde, Le Parisien et Paris Match). Dans son avion présidentiel, au retour d'un voyage au printemps 2009, il le traite ainsi de « crétin » et de « honte de la profession ». 
À la rentrée suivante, il arrête de « suivre » l'Élysée et prend en charge le « pôle Parlement » de la rédaction nationale et assure la présentation des « Questions d'actualité", des « questions cribles » et du magazine "Sénat Infos". En avril 2010, il devient chef de service adjoint du service politique.
Entre-temps, en novembre 2010, il publie un second ouvrage sur l'histoire de la Lanterne, logement de fonction de Matignon à l'origine. Ce pavillon de chasse du Parc du Château de Versailles, que Nicolas Sarkozy, président, a « chapardé » à François Fillon. Dans cet ouvrage politico-historique, qui reprend les souvenirs et témoignages des anciens Premiers ministres, il est aussi question des années noires d'André Malraux. Ses proches, qui témoignent, décrivent un homme alcoolique et meurtri par la mort de ses fils, qui fait de l'aménagement de la Lanterne une véritable obsession. Une fois chef de l'État, François Hollande, au détriment de son Premier ministre Jean-Marc Ayrault, décide lui aussi de garder l'usage du pavillon de chasse. Le président socialiste décide même d'y passer ses courtes vacances d'été en août 2013, remettant ce lieu intime sous les projecteurs,. En janvier 2012, l'auteur s'intéresse cette fois à la psychologie de Marine Le Pen, un livre portrait sur sa vie intime et son quotidien de Présidente du Front national, ses objectifs politiques. La jeune quadra, qui consolide son fief du Pas-de-calais reste tiraillée entre son père omniprésent, son compagnon vice-président Louis Aliot et les tenants de la ligne dure historique,,.
Le 22 mars 2012, Patrice Machuret a été élu par la rédaction nationale président de la Société des Journalistes (SDJ) de France 3 pour un an. 
Le 9 avril 2014, il sort un nouveau livre : Sa vie après l'Élysée. L'auteur y dévoile la vie quotidienne de Nicolas Sarkozy pendant deux ans, entre mai 2012 et avril 2014. Une retraite politique qui se partage entre ses lucratives conférences et ses journées dans ses bureaux parisiens du « 77 », son retour politique jamais annoncé et jamais démenti mais toujours préparé, les sorties ovationnées en France comme à l'étranger, les affaires et leur calendrier qui pourraient techniquement bloquer son come-back ; et enfin sa nouvelle vie de famille (extraits sur le site atlantico http://www.atlantico.fr/fiche/patrice-machuret-1506438).